# اوشا جادهاو
اوشا جادهاو (به انگلیسی: Usha Jadhav) (زاده ۳ نوامبر ۱۹۸۷) بازیگر هندی است.
از فیلم‌هایی که وی در آن نقش داشته است می‌توان به بازگشت بوتنات و ویراپان اشاره کرد.